# Lenti kistérség
A Lenti kistérség egy kistérség volt Zala megyében, központja Lenti volt. 2014-ben az összes többi kistérséggel együtt megszűnt.

## Települései
| Alsószenterzsébet | Baglad       | Barlahida         | Belsősárd       | Bödeháza           |
| Csertalakos       | Csesztreg    | Csömödér          | Dobri           | Felsőszenterzsébet |
| Gáborjánháza      | Gosztola     | Gutorfölde        | Hernyék         | Iklódbördőce       |
| Kálócfa           | Kányavár     | Kerkabarabás      | Kerkafalva      | Kerkakutas         |
| Kerkateskánd      | Kissziget    | Kozmadombja       | Külsősárd       | Lendvadedes        |
| Lendvajakabfa     | Lenti        | Lovászi           | Magyarföld      | Márokföld          |
| Mikekarácsonyfa   | Nemesnép     | Nova              | Ortaháza        | Páka               |
| Pórszombat        | Pördefölde   | Pusztaapáti       | Ramocsa         | Rédics             |
| Resznek           | Szécsisziget | Szentgyörgyvölgy  | Szentpéterfölde | Szijártóháza       |
| Szilvágy          | Tormafölde   | Tornyiszentmiklós | Zalabaksa       | Zalaszombatfa      |
| Zebecke           |              |                   |                 |                    |